# 辻ヶ森三社
辻ヶ森三社（つじがもりさんしゃ）は、岐阜県高山市にある神社。旧社格は村社。

## 祭神
- 白山比売神
- 大山咋神
- 熊野櫛御気野命

## 歴史
奈良時代に建立された飛騨国国分尼寺は、遅くとも平安時代末期には衰退したと推測される。言い伝えによると、その跡に国分寺の観音堂と仁王堂が移されたといい、1339年（延元4年）頃に観音堂を移し（現・飯山寺観音堂）、白山神社（白山比売神）を創建、この地の産土神とする。
1897年（明治30年）、熊野社（熊野櫛御気野命）、日枝社（大山咋神）を合祀して「辻ヶ森三社」と改称。1988年に社殿を改築した際に国分尼寺金堂の礎石が発見された。

## 境内
境内は飛騨国国分尼寺跡地である。1988年（昭和63年）社殿改築時の発掘調査で国分尼寺金堂の礎石が発見され、翌1989年（平成元年）2月7日に高山市の史跡に指定された。

## 現地情報
所在地
- 岐阜県高山市岡本町2丁目128番地

交通アクセス
- 最寄駅：JR高山本線高山駅下車後、徒歩約15分